# 新田東
新田東（しんでんひがし）は、宮城県仙台市宮城野区の町丁。郵便番号は983-0039。住民基本台帳に基づく人口は6,576人、世帯数は3,010世帯（2025年4月1日現在）。現行行政地名は新田東一丁目から新田東五丁目。住居表示は全域で未実施。

## 地理
仙台市中心部から東に約6km、新田地区に位置する。郊外住宅地として仙台市新田東土地区画整理事業によって基盤整備が行われた。北と東を小鶴、南を日の出町、西を新田と接している。
地区計画としての地区名は新田東地区であり、都市計画法上の用途地域では第一種住居地域、第二種住居地域、近隣商業地域、準工業地域に分類される。

## 歴史
かつては農地が広がっていたが、「仙台市新田東土地区画整理事業」により開発が進み、2007年（平成24年）に換地処分が行われ誕生した。

### 年表
- 1994年（平成6年）12月28日 - 組合設立認可が公告され、仙台市新田東土地区画整理事業が設立される[7]。
- 1998年（平成10年）9月22日 - 地区計画決定[6]。
- 2004年（平成16年）3月13日 - JR小鶴新田駅開業[8]。
- 2007年（平成19年）
  - 1月19日 - 換地処分の公告が行われる[7]。
  - 1月20日 - 換地処分の効力発生により、新田東一丁目・新田東二丁目・新田東三丁目・新田東四丁目・新田東五丁目が誕生する。
  - 6月 - 仙台市新田東総合運動場が開場[9]。

### 町名の由来
新田の東に位置することから。

### 町名の変遷
町名の変遷は以下の通りである。
| 変更後               | 変更前（特記なければ各町・字ともその一部） | 変更前（特記なければ各町・字ともその一部） | 変更日                    |
| 町丁                 | 町・字                                     | 町・字                                     | 変更日                    |
| 町丁                 | 大字                                       | 小字                                       | 変更日                    |
| -------------------- | ------------------------------------------ | ------------------------------------------ | ------------------------- |
| 新田東一丁目（新設） | 原町苦竹                                   | 字館前                                     | 2007年（平成24年）1月20日 |
| 新田東一丁目（新設） | 館町一丁目                                 |                                            | 2007年（平成24年）1月20日 |
| 新田東一丁目（新設） | 新田三丁目                                 |                                            | 2007年（平成24年）1月20日 |
| 新田東一丁目（新設） | 小鶴                                       | 字羽黒                                     | 2007年（平成24年）1月20日 |
| 新田東一丁目（新設） | 小鶴                                       | 字羽山                                     | 2007年（平成24年）1月20日 |
| 新田東二丁目（新設） | 小鶴                                       | 字羽黒                                     | 2007年（平成24年）1月20日 |
| 新田東二丁目（新設） | 館町一丁目                                 |                                            | 2007年（平成24年）1月20日 |
| 新田東二丁目（新設） | 館町二丁目                                 |                                            | 2007年（平成24年）1月20日 |
| 新田東二丁目（新設） | 原町苦竹                                   | 字館前                                     | 2007年（平成24年）1月20日 |
| 新田東三丁目（新設） | 原町苦竹                                   | 字川北                                     | 2007年（平成24年）1月20日 |
| 新田東三丁目（新設） | 原町苦竹                                   | 字梅田（全部）                             | 2007年（平成24年）1月20日 |
| 新田東三丁目（新設） | 原町苦竹                                   | 字北谷地下                                 | 2007年（平成24年）1月20日 |
| 新田東三丁目（新設） | 原町苦竹                                   | 字館前                                     | 2007年（平成24年）1月20日 |
| 新田東三丁目（新設） | 小鶴                                       | 字草谷地                                   | 2007年（平成24年）1月20日 |
| 新田東三丁目（新設） | 小鶴                                       | 字内沼                                     | 2007年（平成24年）1月20日 |
| 新田東三丁目（新設） | 小鶴                                       | 字羽黒                                     | 2007年（平成24年）1月20日 |
| 新田東三丁目（新設） | 高瀬町                                     |                                            | 2007年（平成24年）1月20日 |
| 新田東三丁目（新設） | 新田五丁目                                 |                                            | 2007年（平成24年）1月20日 |
| 新田東四丁目（新設） | 燕沢                                       | 字前塚                                     | 2007年（平成24年）1月20日 |
| 新田東四丁目（新設） | 小鶴                                       | 字羽黒                                     | 2007年（平成24年）1月20日 |
| 新田東四丁目（新設） | 小鶴                                       | 字羽山                                     | 2007年（平成24年）1月20日 |
| 新田東五丁目（新設） | 小鶴                                       | 字姥神田（全部）                           | 2007年（平成24年）1月20日 |
| 新田東五丁目（新設） | 小鶴                                       | 字羽黒田（全部）                           | 2007年（平成24年）1月20日 |
| 新田東五丁目（新設） | 小鶴                                       | 字後堤                                     | 2007年（平成24年）1月20日 |
| 新田東五丁目（新設） | 小鶴                                       | 字西風                                     | 2007年（平成24年）1月20日 |
| 新田東五丁目（新設） | 小鶴                                       | 字羽山                                     | 2007年（平成24年）1月20日 |

## 世帯数と人口
2025年（令和7年）4月1日現在の世帯数と人口は以下の通りである。
| 町丁         | 世帯数    | 人口    |
| ------------ | --------- | ------- |
| 新田東一丁目 | 461世帯   | 1,044人 |
| 新田東二丁目 | 1,384世帯 | 3,082人 |
| 新田東三丁目 | 822世帯   | 1,631人 |
| 新田東四丁目 | 104世帯   | 276人   |
| 新田東五丁目 | 239世帯   | 543人   |
| 計           | 3,010世帯 | 6,576人 |

## 小・中学校の学区
小・中学校の学区は以下の通りとなる。
| 町丁         | 番地               | 小学校     | 中学校       |
| ------------ | ------------------ | ---------- | ------------ |
| 新田東一丁目 | 全域               | 新田小学校 | 東仙台中学校 |
| 新田東二丁目 | 全域               | 新田小学校 | 東仙台中学校 |
| 新田東三丁目 | 全域               | 新田小学校 | 東仙台中学校 |
| 新田東四丁目 | 1から2             | 新田小学校 | 東仙台中学校 |
| 新田東四丁目 | 5から7             | 新田小学校 | 東仙台中学校 |
| 新田東四丁目 | 10から13           | 新田小学校 | 東仙台中学校 |
| 新田東四丁目 | 3から4             | 新田小学校 | 西山中学校   |
| 新田東四丁目 | 8から9             | 新田小学校 | 西山中学校   |
| 新田東四丁目 | 14                 | 新田小学校 | 西山中学校   |
| 新田東四丁目 | 15から町名の終わり | 新田小学校 | 東仙台中学校 |
| 新田五丁目   | 全域               | 新田小学校 | 東仙台中学校 |

## 交通

### 鉄道
- 東日本旅客鉄道（JR東日本）
  - 小鶴新田駅（■仙石線）

### バス
- 仙台市営バス[12][13]
  - 小鶴新田駅 - 元気フィールド仙台前 - 新田東一丁目 - 仙台市民球場前（75/230/233系統）
  - 小鶴新田駅 - 元気フィールド仙台前 - 仙台市民球場前（78系統）

### 道路
一般国道
- 国道4号

都市計画道路
- 3･1･81 国道幹線（=国道4号）
- 3･2･306 新田東中央線
- 3･3･40 新田田子線
- 3･4･308 新田東線
- 8･7･8 新田東日の出町線

## 施設

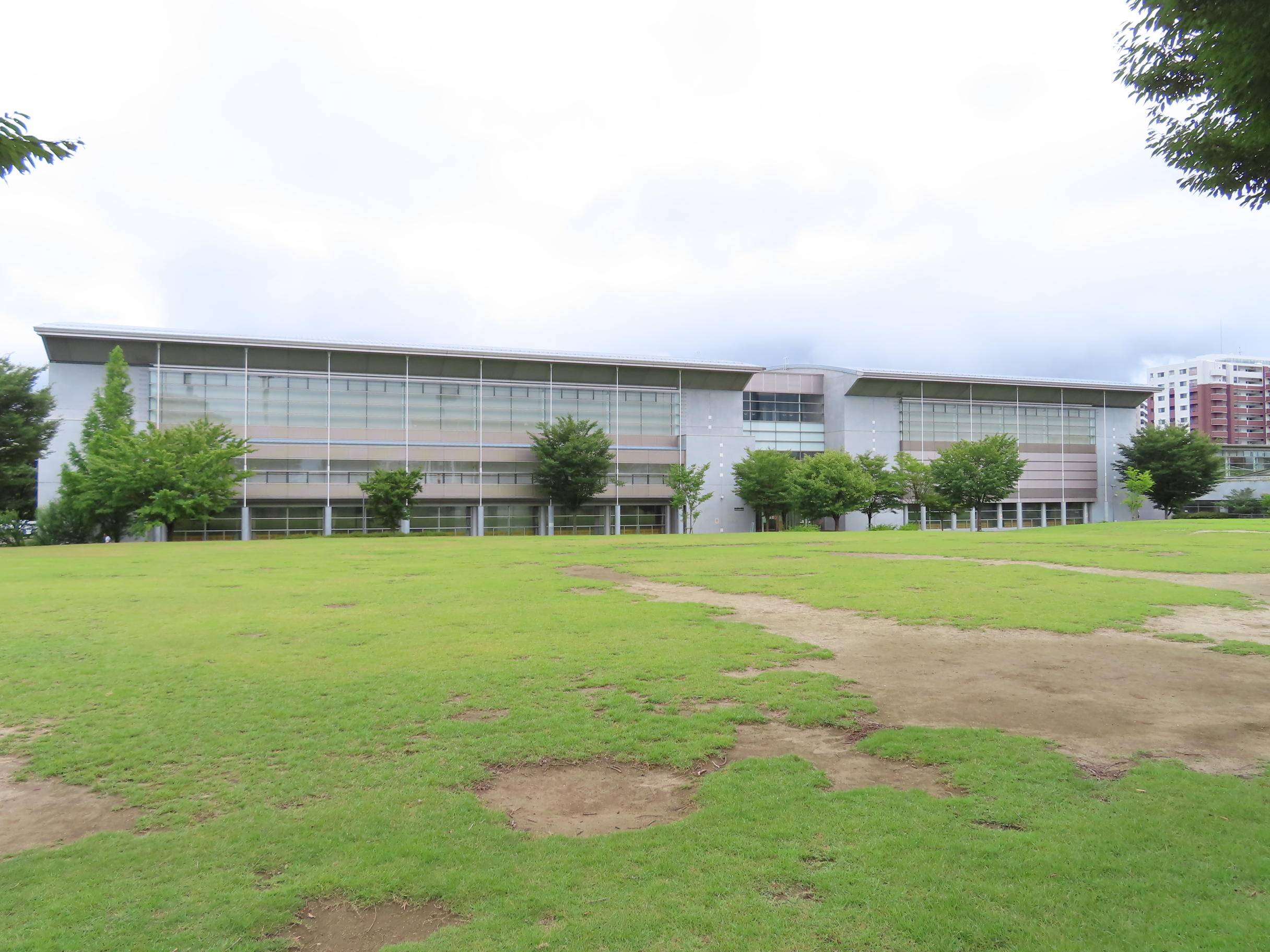
仙台市新田東総合運動場（2021年8月）

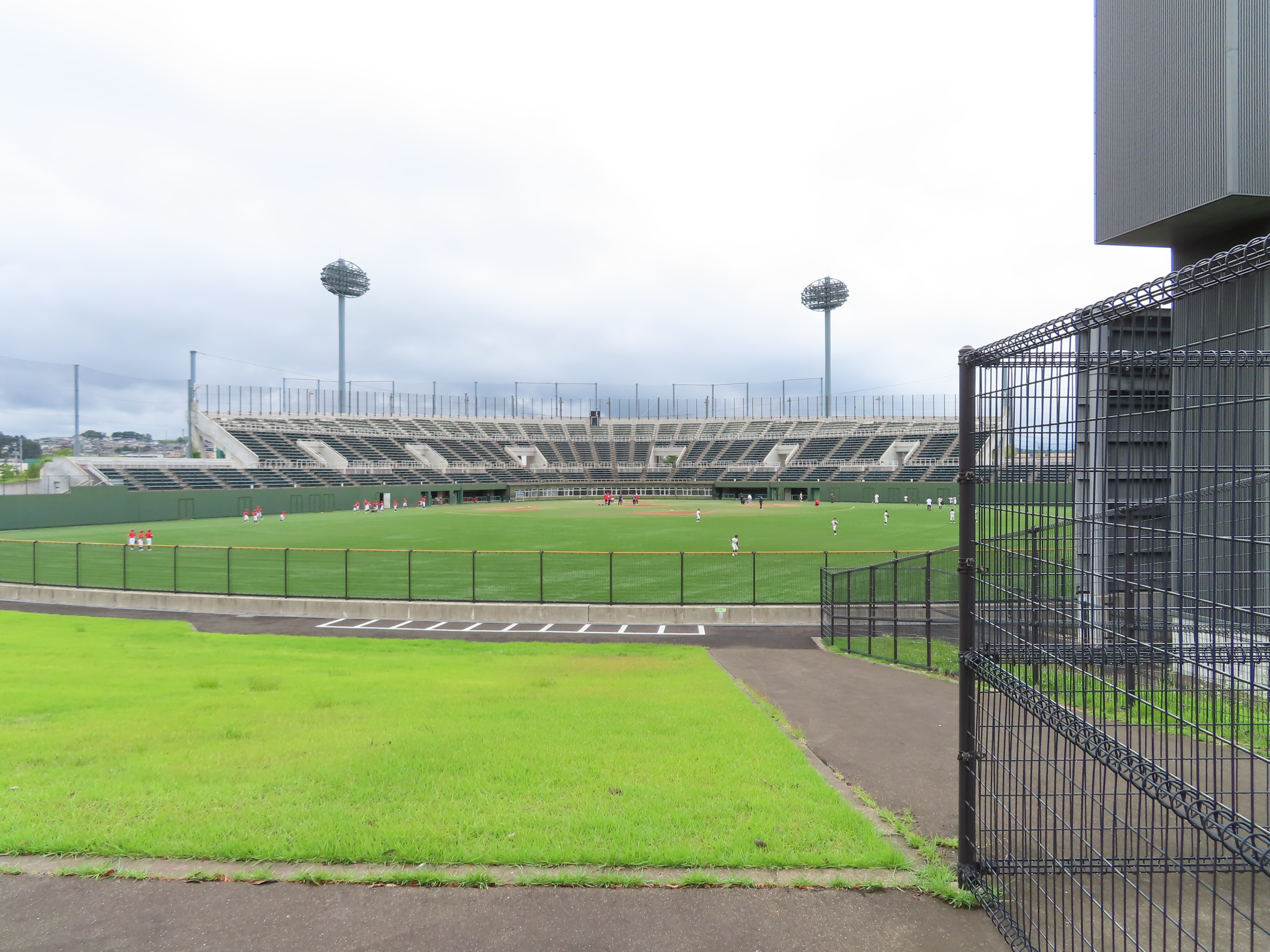
仙台市民球場（2021年8月）

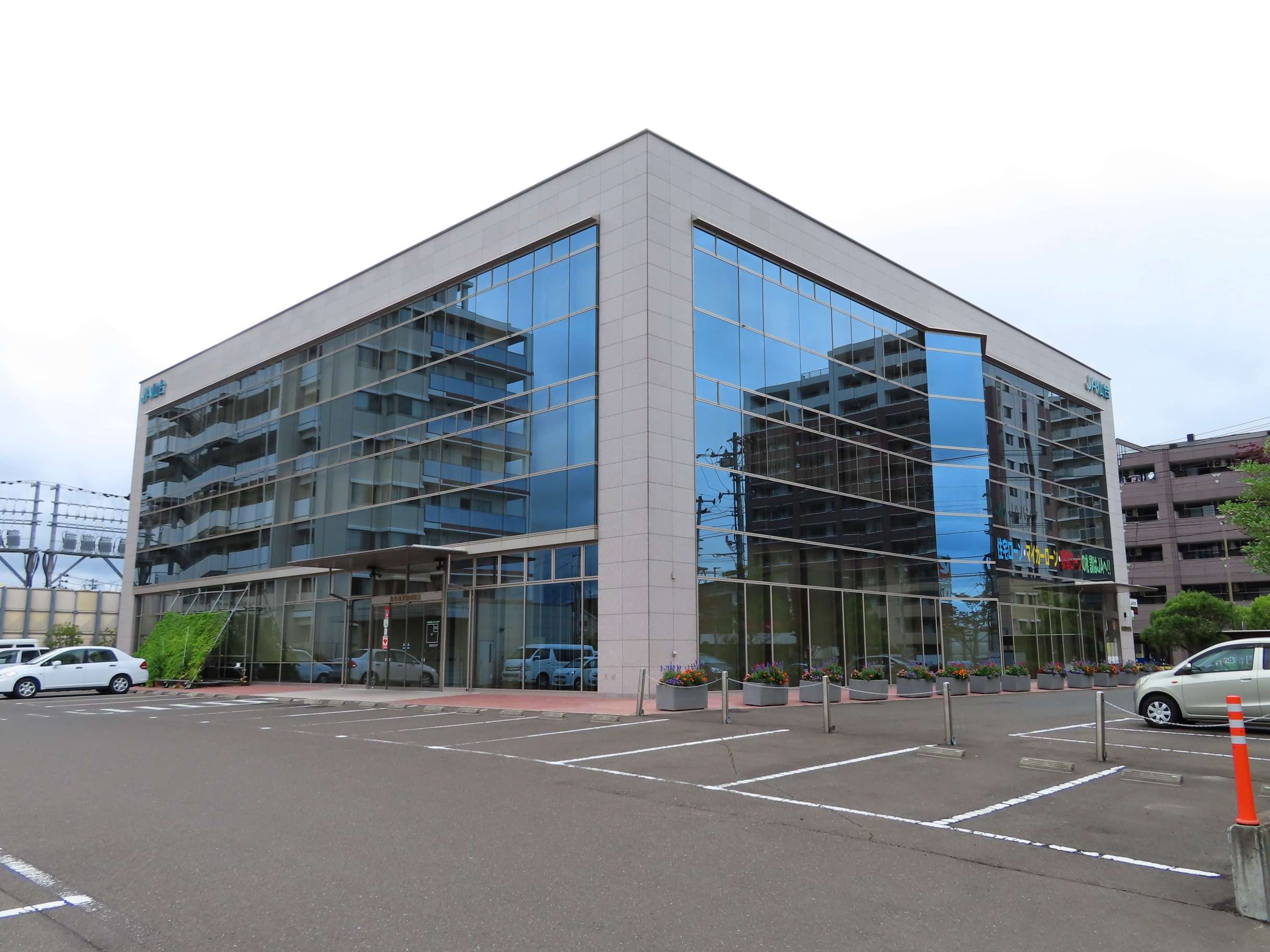
仙台農業協同組合本店（2021年7月1日）

### 公共
- 仙台市新田東総合運動場（元気フィールド仙台）（新田東四丁目1-1）[9]
  - 仙台市民球場
  - 宮城野体育館

#### 公園
- 新田東中央公園（新田東一丁目11-1）[15]
- 新田東二丁目公園（新田東二丁目2-16）[15]
- 新田東五丁目北公園（新田東五丁目5-18）[15]
- 新田東五丁目南公園（新田東五丁目12-13）[15]

### 店舗
- ドラッグストア マツモトキヨシ 新田東二丁目店（新田東二丁目1-7）[16]
- セブン-イレブン 仙台小鶴新田駅前店（新田東二丁目14-1）[17]
- 仙台農業協同組合 本店（新田東二丁目15-2）[18]
- ヨークタウン新田東
  - ヨークベニマル 新田東店（新田東三丁目1-5）[19]
  - ツルハドラッグ 小鶴新田店（新田東三丁目1-5）[20]
  - マクドナルド 新田東ヨークタウン店（新田東三丁目1-5）[21]
  - DAISO ヨークタウン新田東店（新田東三丁目1-5）[22]
  - ＤＣＭ新田東店（新田東三丁目1-20）[23]
- ローソン 仙台小鶴新田駅前店（新田東三丁目5-1）[24]
- セカンドストリート 新田東店（新田東三丁目5-3）[25]
- NewDays Kiosk 小鶴新田（新田東三丁目20、小鶴新田駅2階改札内）[26]
- やまや 新田東店（新田東五丁目13-10）[27]
- ツルハドラッグ 仙台新田東店（新田東五丁目13-19）[28]
- Can★Do 仙台新田東店（新田東五丁目13-19）[29]
- まるまつ 新田東店（新田東五丁目13-21）[30]
- DAISO 新田東店（新田東五丁目15-1）[31]
- ミニストップ 仙台新田東店（新田東五丁目15-2）[32]